# Урумкай
Урумка́й (каз. Үрүмқай) — село у складі Бурабайського району Акмолинської області Казахстану. Адміністративний центр Урумкайського сільського округу.
Населення — 847 осіб (2021; 964 у 2009, 1127 у 1999, 1326 у 1989).
Національний склад станом на 1989 рік:
- росіяни — 42 %;
- німці — 36 %.